# Штефан Йован
Штефан Йован (рум. Ștefan Iovan, нар. 23 серпня 1960, Моцецей) — румунський футболіст, що грав на позиції правого захисника. По завершенні ігрової кар'єри — тренер.
Виступав, зокрема, за клуб «Стяуа», у складі якого шість разів вигравав чемпіонат Румунії, а 1986 року ставав володарем Кубка чемпіонів та Суперкубка УЄФА. Залучався до лав національної збірної Румунії.

## Клубна кар'єра
У дорослому футболі дебютував 1977 року виступами за команду «Решица», в якій провів один сезон, взявши участь у 7 матчах чемпіонату. 
Згодом з 1978 по 1980 рік грав у складі команд «Лучаферул» (Бухарест) та «Решица», після чого був запрошений до «Стяуа». Відіграв за бухарестську команду наступні десять сезонів своєї ігрової кар'єри. Більшість часу, проведеного у складі «Стяуа», був основним гравцем на правому фланзі захисту команди. За цей час п'ять разів виборював титул чемпіона Румунії, а 1986 року став співавтором сенсаційної перемоги румунів у розіграші Кубка чемпіонів УЄФА. Згодом того ж року допоміг «Стяуа» здолати київське «Динамо» у грі за Суперкубок Європи 1986.
1991 року був запрошений до англійського «Брайтон енд Гоув», проте заграти на Британських островах не зумів і за рік повернувся до «Стяуа». Тут також не зумів вибороти конкуренцію за місце в основному складі, утім здобув свій шостий титул чемпіона Румунії.
Протягом 1993–1995 років був гравцем основного складу «Рапіда» (Бухарест), а завершував ігрову кар'єру в команах «Електропутере» (Крайова) та «Решица».

## Виступи за збірну
1983 року дебютував в офіційних матчах у складі національної збірної Румунії.
Загалом протягом восьмирічної кар'єри у національній команді провів у її формі 35 матчів, забивши 3 голи.

## Кар'єра тренера
2000 року на запрошення свого багаторічного партнера по «Стяуа» і збірній Румунії Віктора Піцурке увійшов до очолюваного останнім тренерського штабу «Стяуа».
Згодом у 2004 році поїхав за Піцурке до тренерського штабу національної збірної Румунії. Після звільнення Піцурке у 2009 продовжив працювати у штабі збірної з Разваном Луческу, а 2011 року деякий час був виконувачем обов'язків головного тренера національної команди.
Надалі був асистентом головного тренера у «Вііторулі» та «Стяуа».

## Титули та досягнення
- Володар Кубка чемпіонів УЄФА (1):

«Стяуа»: 1985-1986
- Володар Суперкубка УЄФА (1):

«Стяуа»: 1986
- Чемпіон Румунії (6):

«Стяуа»: 1984-1985, 1985-1986, 1986-1987, 1987-1988, 1988-1989, 1992-1993
- Володар Кубка Румунії (4):

«Стяуа»: 1984-1985, 1986-1987, 1987-1988, 1988-1989